# Cerkvenjak
Cerkvenjak là một khu tự quản (tiếng Slovenia: občine, số ít – občina) trong vùng Podravska của Slovenia. Cerkvenjak có diện tích 24.5 km2, dân số là theo điều tra ngày 31 tháng 3 năm 2002 là 2046 người. Thủ phủ khu tự quản Cerkvenjak đóng tại Cerkvenjak.